# Rolf Frykhammar
Rolf Gustav Vilhelm Frykhammar, född 25 juli 1927 i Älvkarleby, Uppsala län, död 27 oktober 2003, var en svensk militär.

## Biografi
Rolf Frykhammar var son till Carl Henrik J och Katarina Frykhammar (född Svensson). Han tog studentexamen 1946, officersexamen vid Karlberg 1949 och studerade på Krigshögskolan 1958-1960 och Försvarshögskolan 1971. Som löjtnant ingick Frykhammar i FN:s övervakningskommission i Korea och han tjänstgjorde i Kongo under de strider som den svenska bataljonen var med om 1961.
Frykhammar blev major 1966, överstelöjtnant 1968 och överste 1976. Han var officer vid Svea livgarde (I 1) 1949-1958, generalstabsaspirant 1960-1962, generalstabsofficer 1962-1972 och bataljonschef vid Svea livgarde 1972-1974. Frykhammar var armélärare vid Försvarshögskolan 1974-1976 och chef för Krigsskolan Karlberg 1976-1980. Han var chef för Svea livgarde från 1980 till 1984 då han befordrades till överste 1. graden och var därefter chef för I 1/Fo 44 och kommendant i Stockholm 1984-1987. Han var FN:s generalsekreterares representant i Lesotho från 1988.
Han var även adjutant hos prins Bertil. Frykhammar gifte sig 1956 med Gun Sinnby (född 1933), dotter till Ture Sinnby och Alva Gustafsson. Han hade fem barn.